# María Ospina Pizano
María Ospina Pizano (Bogotá, Colombia, 1977) es una escritora y académica colombiana.

## Biografía
María Ospina Pizano nació en Bogotá, Colombia en 1977. Estudió Historia en la Universidad de Brown y se doctoró en Literatura Hispánica por la Universidad de Harvard. En la actualidad es profesora de cultura latinoamericana en la Universidad de Wesleyan de Connecticut, Estados Unidos.
Especializada en memoria, territorio y conflicto en la cultura latinoamericana, Ospina Pizano ha trabajado en programas curatoriales y de archivo, entre los que destaca el proyecto epistolar Cartas de la Persistencia, en el cual trabajó como editora y coordinadora, donde se recopilan testimonios de la resistencia civil a la violencia en Colombia.
En 2017 publicó el libro de cuentos Azares del cuerpo, que ha sido traducido al italiano y al inglés. Al año siguiente, esta novela fue preseleccionada al Premio Hispanoamericano de Cuento Gabriel García Márquez. En 2021 fue publicado en Estados Unidos por Coffee House Press con el título Variations on the Body, traducido por Heather Cleary.
Sus cuentos han aparecido en antologías en Colombia y en revistas literarias en Estados Unidos. 
En 2023 publicó la novela Solo un poco aquí, galardonada con el Premio Sor Juana Inés de la Cruz de Literatura 2023 y con el Premio Nacional de Novela, entregado por el Ministerio de las Culturas, las Artes y los Saberes de Colombia en 2024. 

## Publicaciones

### Ficción
- Azares del cuerpo. Editorial Laguna Libros, 2017, Bogotá; Edícola, 2019, Santiago de Chile; Las Afueras, 2020, Barcelona; Edicola, 2020 Italia; Coffe House Press, 2021, Estados Unidos.
- "Dosis impar", en Cuentos y Relatos de la literatura colombiana (Tomo III), Fondo de Cultura Económica, 2021, Bogotá. Y en Contar la vida como contar los pasos, Sílaba, Medellín, 2023. Cuento traducido al inglés como "Odd Dose" (Trad. Heather Cleary), 128Lit.
- Solo un poco aquí. Literatura Random House, 2023, Bogotá

### Ensayos
- El rompecabezas de la memoria: Literatura, cine y testimonio de comienzos de siglo en Colombia. Iberoamericana Editorial Vervuert, Madrid, 2019.

## Reconocimientos
- Premio Sor Juana Inés de la Cruz, 2023[9]